# Susanna du Plessis
Maria Susanna du Plessis, ook geschreven als Duplessis, (Paramaribo, 10 maart 1739 – aldaar, 6 oktober 1795) was een Nederlands plantagehoudster in Suriname. Ze is een legende in de geschiedenis van Suriname en een symbool van 'Hollandse' wreedheid jegens slaven. Ze is onderwerp van verschillende liederen, toneelstukken en verhalen. Geen van de geruchten over haar is ooit bewezen.

## Levensloop

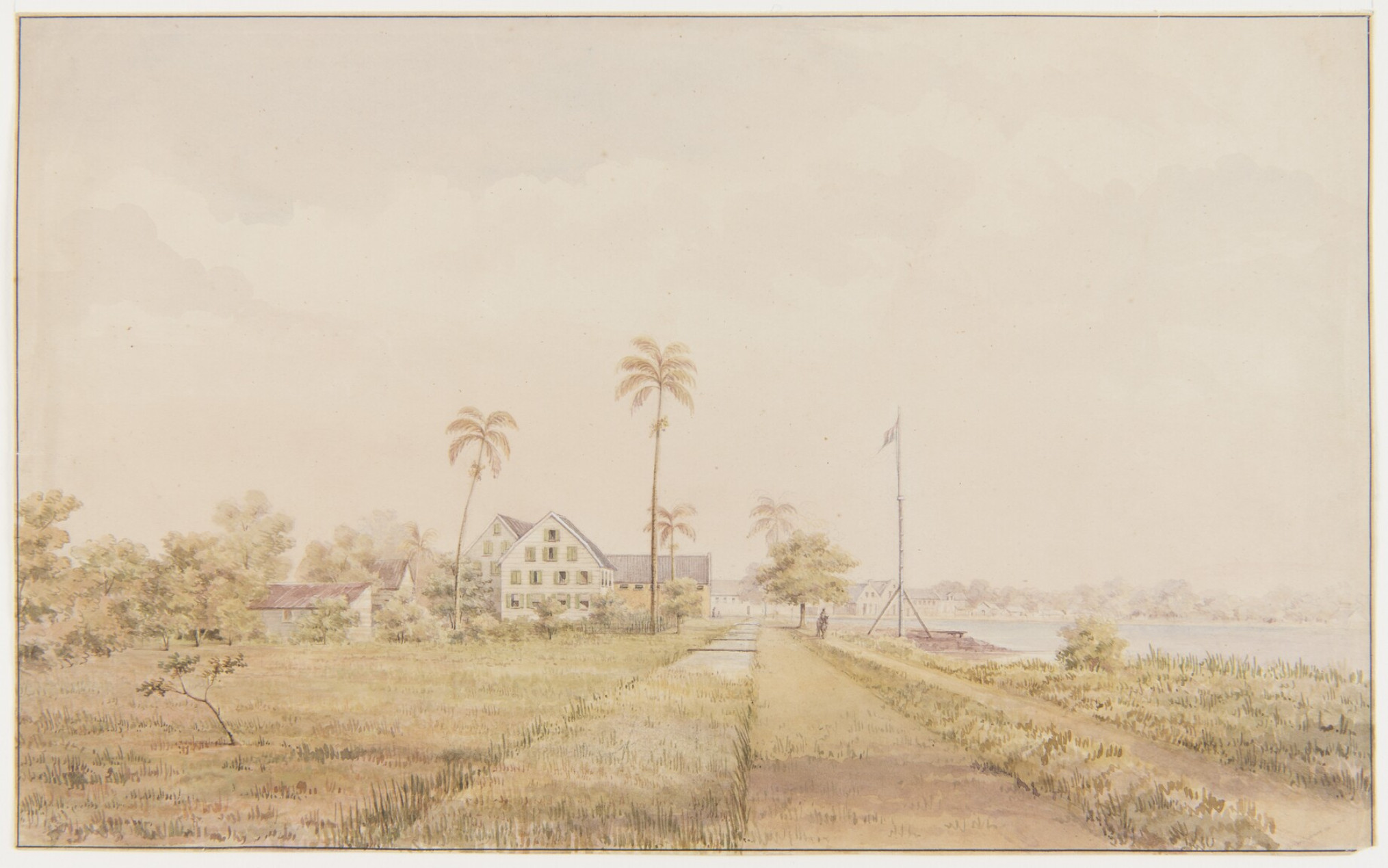
Plantages 'Nijd en Spijt' (beheerd door Susanna du Plessis) en 'Alkmaar' in nabijheid van de Commewijne rivier

Susanna du Plessis werd op 10 maart 1739 geboren te Paramaribo als dochter van Salomon du Plessis (1705-1785), advocaat, en Johanna Margaretha van Strijp (1706-1769), plantagehoudster. Ze was afstammeling van gevluchte Franse hugenoten. Du Plessis trouwde op 1 maart 1754, vlak voor haar vijftiende verjaardag, met Frans Laurens Willem Grand (ca. 1730-1762). Grand werd eigenaar van de plantage Grand Plaisir, welke later door hem werd omgedoopt tot Nijd en Spijt, waar hij vooral koffie en cacao verbouwde. Na zijn overlijden in 1762 kwam de plantage in bezit van Susanna, waardoor zij al op 23-jarige leeftijd plantagehoudster werd. 
In oktober 1767 hertrouwde Du Plessis op de plantage Nijd en Spijt met Frederik Cornelis Stolkert (ca. 1747 - ca. 1804), eigenaar van de plantage Hecht en Sterk en zoon van Elisabeth Buys. In de huwelijksvoorwaarden liet ze vastleggen dat zij alle zeggenschap over haar eigendommen bleef houden waardoor Stolkert moest afzien van het recht van administratie en beheer van Du Plessis' goederen. Haar hele leven heeft ze de plantage met groot succes zelf beheerd.
Na ruim vijftien jaar huwelijk vroeg ze op 23 mei 1783 scheiding van tafel en bed aan, omdat Stolkert volgens haar schuldig was aan mishandeling en buitensporig gedrag. Ze had het gevoel dat haar leven in gevaar was. Voor zover bekend bleef dit huwelijk ook kinderloos. Ze verhuisde van hun Hoekhuis aan de Waterkant naar een huis dat bekend staat als Huis Du Plessis, op de hoek van het Plein en de Gravenstraat.
Du Plessis stierf op 6 oktober 1795 te Paramaribo en ze werd begraven op de begraafplaats De Oude Oranjetuin, waar ook haar moeder en haar eerste echtgenoot lagen. De tekst op haar grafsteen heeft ze zelf opgesteld en luidt als volgt: 'Eindelijk ben ik tot rust gekomen'. De grafsteen ligt sinds 1835 ingemetseld in de vloer van de hervormde kerk in Paramaribo.
Susanna du Plessis liet het grootste deel van haar vermogen – geschat op een waarde van 100.000 gulden –  na aan haar petekind Salomon Reinier Marius Pichot (1789-1840), de jongste zoon van de Maastrichtse militair en bestuurder Ephraim Daniel Pichot, die weer een zoon was van haar halfbroer Jan Willem Pichot. In 1789 reisde ze vanuit Suriname naar Meerssen om aanwezig te zijn bij de doopplechtigheid van haar verre familielid. Ze wist voor elkaar te krijgen dat hij zijn achternaam kon uitbreiden met de toevoeging 'du Plessis'. Enkele jaren later erfde de zesjarige zowel Nijd en Spijt als het Huis Du Plessis.

## Reputatie van wreedheid

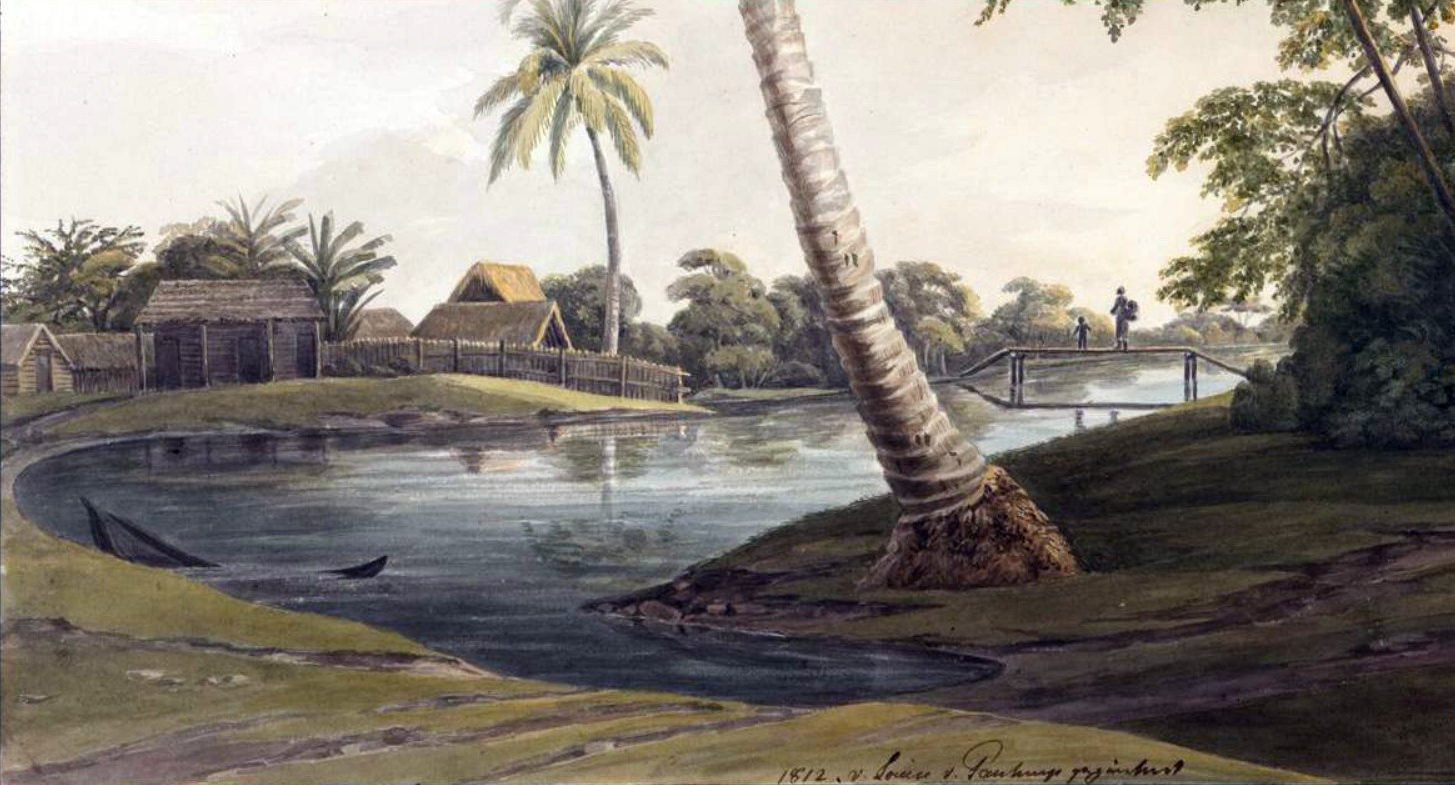
Slavenhutten bij een kreek op Nijd en Spijt, in 1812 geaquarelleerd door Louise van Panhuys, die zelf met haar man de plantages Nut en Schadelijk en Alkmaar beheerde

De reputatie van wrede slavenhoudster komt mede tot uiting in mondeling overgeleverde verhalen, geschreven verhalen, toneelstukken en liederen. In 1790 werd de lezing die de koopman Abraham Barrau op 22 februari van dat jaar gehouden had voor de Amsterdamse afdeling van de Maatschappij tot Nut van 't Algemeen, gepubliceerd in het tijdschrift Bijdragen tot het menschelijk geluk waarin hij het verhaal vertelt van een slavenmeesteres die het kind van een slavin verdrinkt omdat het niet wilde ophouden met huilen. Datzelfde verhaal verscheen in 1796 in het boek Reize naar Surinamen en door de binnenste gedeelten van Guiana van John Gabriël Stedman.
Een ander verhaal dat nog voortleeft, is het verhaal over Du Plessis en haar huisslavin, het mulattenmeisje Alida. Du Plessis zou Alida meermaals hebben gestoken met een mes, omdat zij meende dat haar man Stolkert een oogje op het meisje had. In de loop van de tijd is het verhaal steeds meer aangevuld en voorzien van details en is het uitgegroeid tot het verhaal over de wrede plantagehoudster die uit jaloezie de borsten van de slavin Alida afsneed en die aan haar echtgenoot als maaltijd voorzette. Inmiddels is Alida een begrip in Suriname en is de jaarlijkse Miss Alidaverkiezing naar haar vernoemd.
Van alle wrede verhalen over Du Plessis is er tot op heden niet een bewezen. Er zijn geen documenten gevonden die erop wijzen dat zij werkelijk zo wreed is geweest als in de verhalen wordt verondersteld. Het is mogelijk dat er sprake was van een haatcampagne tegen Du Plessis vanwege een oude ruzie tussen haar vader en de gouverneur. Anderen vermoeden dat haar tweede echtgenoot Stolkert erachter zat, vanwege een strijd om het bezit van Nijd en Spijt. Hilde Neus heeft het in haar boek Susanna du Plessis. Portret van een slavenmeesteres. eveneens over jaloezie als rol in de negatieve beeldvorming. Ze was immers een krachtige vrouw, onafhankelijker dan gebruikelijk voor iemand in haar positie: ze liet zich scheiden van haar echtgenoot, bleef kinderloos en was zeer vermogend.